# Idiomorphus (loopkevers)
Idiomorphus is een geslacht van kevers uit de familie van de loopkevers (Carabidae). De wetenschappelijke naam van het geslacht is voor het eerst geldig gepubliceerd in 1846 door Chaudoir.

## Soorten
Het geslacht Idiomorphus omvat de volgende soorten:
- Idiomorphus guerini Chaudoir, 1846
- Idiomorphus mirabilis Jedlicka, 1960
- Idiomorphus xanthochrous Britton, 1937